# Paulo Bezerra
Paulo Azevedo Bezerra (Pedra Lavrada, 7 de fevereiro de 1940) é um tradutor, crítico literário e professor brasileiro, conhecido principalmente pelas traduções de diversas obras de Fiódor Dostoiévski para a língua portuguesa. 
Estudou língua e literatura russa na Universidade Lomonóssov, em Moscou, graduando-se em história e filologia em 1969. Formou-se, também, em letras (língua portuguesa) pela Universidade Gama Filho em 1976. Pela Pontifícia Universidade Católica do Rio de Janeiro, concluiu o mestrado em 1982 e o doutorado em 1989. Recebeu o título de livre-docente em letras da Universidade de São Paulo em 1997. 
Foi professor de teoria da literatura na Universidade do Estado do Rio de Janeiro de 1989 a 1990 e de língua e literatura russa na Universidade de São Paulo de 1990 a 1992. É professor aposentado da Universidade Federal Fluminense, onde lecionou de 1992 a 1997 e de 2002 a 2010.   
Entre os prêmios por seu trabalho, recebeu o Prêmio Paulo Rónai da Biblioteca Nacional do Brasil em 2002, o Prêmio Jabuti de Literatura em 2005 e 2009, o Prêmio ABL de Tradução da Academia Brasileira de Letras em 2009, e a Medalha Púchkin, concedida pelo governo da Rússia em 2012.

## Traduções
- Fundamentos lógicos da ciência, de Pavel Kopnin. Rio de Janeiro: Civilização Brasileira, 1972.
- Agosto 1914, de Alexander Soljenítsin. Rio de Janeiro: Bloch, 1973.
- A filosofia americana no século XX, de Aleksei Bogomólov. Rio de Janeiro: Civilização Brasileira, 1979.
- Problemas da poética de Dostoiévski, de Mikhail Bakhtin. Rio de Janeiro: Forense Universitária, 1981.
- O desenvolvimento do capitalismo na Rússia: o processo de formação do mercado interno para a grande indústria, de Vladimir Lenin. São Paulo: Nova Cultural, 1985.
- A poética do mito, de Eleazar Mielietinski. Rio de Janeiro: Forense Universitária, 1987.
- Minha vida na arte, de Constantin Stanislavski. Rio de Janeiro: Civilização Brasileira, 1989.
- A estratégia social da Perestroika, de Tatiana Zaslavskaia. Rio de Janeiro : Espaço e Tempo, 1989.
- O capote e outras novelas, de Nikolai Gogol. Rio de Janeiro: Civilização Brasileira, 1990.
- O navio branco, de Tchinguiz Aitmatov. São Paulo: Brasiliense, 1991.
- Memórias, de Andrei Sakharov. São Paulo: Saraiva, 1992.
- As raízes históricas do conto maravilhoso, de Vladimir Propp. São Paulo: Martins Fontes, 1997.
- Psicologia da arte, de Lev Vygotsky. São Paulo: Martins Fontes, 1998.
- A tragédia de Hamlet, príncipe da Dinamarca, de Lev Vygotsky. São Paulo: Martins Fontes, 1999.
- Curso de psicologia geral - vols 1, 2 e 3, de Alexander Luria. Rio de Janeiro: Civilização Brasileira, 1999.
- O herói do nosso tempo, de Mikhail Lérmontov. São Paulo: Martins Fontes, 1999
- Em ritmo de concerto, de Nikolai Dehnióv. Rio de Janeiro: Objetiva, 2000.
- O rumor do tempo, de Ossip Mandelstam. São Paulo: Editora 34, 2000.
- Psicologia pedagógica, de Lev Vygotsky. São Paulo: Martins Fontes, 2001.
- A construção do pensamento e da linguagem, de Lev Vygotsky. São Paulo: Martins Fontes, 2001
- O freudismo, de Mikhail Bakhtin. São Paulo: Perspectiva, 2001.
- Crime e castigo, de Fiódor Dostoiévski. São Paulo: Editora 34, 2001.
- O idiota, de Fiódor Dostoiévski. São Paulo: Editora 34, 2002.
- Os demônios, de Fiódor Dostoiévski. São Paulo: Editora 34, 2003.
- Rainha do inverno, de Boris Akunin. Rio de Janeiro: Objetiva, 2003.
- Estética da criação verbal, de Mikhail Bakhtin. São Paulo: Martins Fontes, 2003.
- A síntese histórica e a Escola dos anais, de Aaron Gurievitch. São Paulo: Perspectiva, 2003.
- Bobók, de Fiódor Dostoiévski (com ensaio de Paulo Bezerra). São Paulo: Editora 34, 2005.
- Os irmãos Karamázov, de Fiódor Dostoiévski. São Paulo: Editora 34, 2008.
- Lady Macbeth do distrito de Mtzensk, de Nikolai Leskov. São Paulo: Editora 34, 2009.
- O duplo, de Fiódor Dostoiévski. São Paulo: Editora 34, 2011.
- Dois sonhos, de Fiódor Dostoiévski. São Paulo: Editora 34, 2012.
- O adolescente, de Fiódor Dostoiévski. São Paulo: Editora 34, 2015.